# Jameela albiplaga
Jameela albiplaga is een vlinder uit de familie van de Lycaenidae. De wetenschappelijke naam van de soort is voor het eerst gepubliceerd in 1963 door Gerald Edward Tite.
De soort komt voor in de Bismarckarchipel.